# Vitbukig trädskata
Vitbukig trädskata (Dendrocitta leucogastra) är en fågel i familjen kråkfåglar inom ordningen tättingar.

## Utseende
Vitbukig trädskata är en stor (45 cm) och omisskännlig trädskata med mycket vitt i fjäderdräkten. Den långa stjärten är kraftigt avsmalnad med mittersta stjärtpennorna något bredare mot spetsen. Näbben är relativt kraftig.

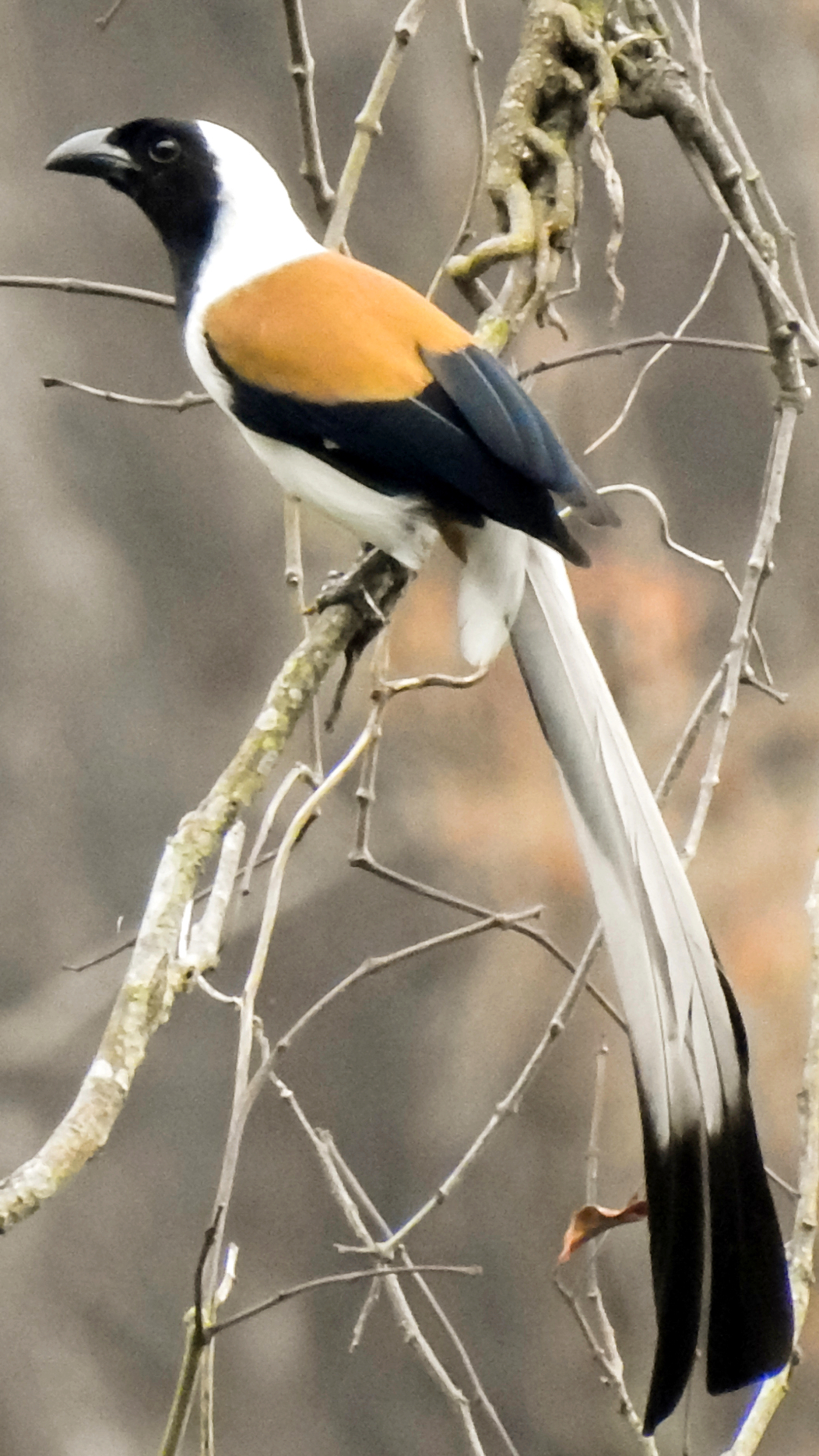

Fjäderdräkten är svart på nacke och strupe, liksom på vingarna utom en vit handbasfläck. Nacken, övergumpen och resten av undersidan är vit, medan manteln är brun. Stjärten är grå med ordentligt svart på spetsen.

## Utbredning och systematik
Fågeln förekommer i låglänta områden i sydvästra Indien (Västra Ghats). Den behandlas som monotypisk, det vill säga att den inte delas in i några underarter.

## Levnadssätt
Vitbukig trädskata förekommer i fuktiga städesgröna skogar, både i ursprunglig skog och i gamla partier inom i övrigt unga skogar. Den undviker gärna människan, men kan ses i kardemummaodlingar, övergivna gummiplantage och i stora träd intill vägar. Den hittas i lägre liggande bergstrakter ända upp till trädgränsen. Arten häckar enstaka, med ägg noterade i bon mellan mars och april. Fågeln livnär sig mestadels på ryggradslösa djur som ödlor och även gnagare, men kan också ta nektar från blommor, frukt och frön.
'

## Status och hot
Arten har ett stort utbredningsområde och det finns inga tecken på vare sig några substantiella hot eller att populationen minskar. Utifrån dessa kriterier kategoriserar IUCN arten som livskraftig (LC). Den beskrivs som lokalt rätt vanlig, framför allt i tropiska städsegröna skogar.